# Arclin
Arclin este o localitate din comuna Vojnik, Slovenia, cu o populație de 494 de locuitori.